# Hugo Kinderling
Hugo Kinderling (* 26. März 1860; † 1. Dezember 1943) war ein deutscher Vizeadmiral der deutschen Kaiserlichen Marine.

## Leben
Hugo Kinderling war das jüngste Kind und einziger Sohn des Marineoffiziers Franz Kinderling und dessen Ehefrau Helene, geb. Claassen (1833–1904).
Hugo Kinderling trat am 23. April 1878 in die Kaiserliche Marine ein und war 1888 als Leutnant zur See (Beförderung am 19. März 1885) auf der Bayern. 1890 war er in der I. Matrosendivision und 1892 auf der Kronprinz, wobei er mit dem Ritterkreuz 2. Klasse des Norwegischen Orden des heiligen Olaf ausgezeichnet worden war.
Im Oktober 1893 übernahm er als Kapitänleutnant und Erster Offizier des Schiffes bis April 1894 in Vertretung die Bussard. Später wurde er mit der Indienststellung im April 1899 Kommandant der Jaguar, erhielt in dieser Position die Beförderung zum Korvettenkapitän und blieb dies bis März 1901.
Am 28. März 1903 wurde er im Reichsmarineamt Fregattenkapitän. Als Kapitän zur See (Beförderung am 14. Juli 1904) war er von September 1905 bis zur zwischenzeitlichen Außerdienststellung im September 1907 Kommandant der Kaiser Friedrich III. Anschließend kommandierte er bis September 1908 die neu in Dienst gestellten Hannover. Ab 1909 war er, anfangs mit der Wahrnehmung der Geschäfte beauftragt, dann für drei Jahre Inspekteur der I. Marine-Inspektion und zugleich 2. Admiral des III. Geschwaders. Mit Patent vom 11. Dezember 1909 wurde er Konteradmiral. 1911 wurde er auf eigenen Gesuch hin aus der Marine verabschiedet. Von September 1914 bis Februar 1916 wurde er als Kommandant von Kiel reaktiviert. Am 16. Februar 1916 erhielt er den Charakter als Vizeadmiral.
Hugo Kinderling wohnte ab 1915 im Niemannsweg 38 in Kiel-Düsternbrook.